# Robert Francis Ross McNabb
Robert Francis Ross McNabb, né le 11 décembre 1934 à Kawakawa dans le nord de la Nouvelle-Zélande et mort le 14 novembre 1972, est un mycologue australien.

## Biographie
Il obtient son Bachelor of Sciences à l'université d'Otago en 1956 et son Master of Sciences avec mention en 1958. En 1959, il est embauché par le Service des maladies végétales d’Auckland comme taxinomiste dans le département mycologique. Il quitte la Nouvelle-Zélande en 1961 pour aller étudier au Birkbeck College de l'université de Londres sous la direction du professeur Cecil Terence Ingold. Il obtient son doctorat en 1963 avec une thèse intitulée Taxonomic Studies in the Dacrymycetaceae. Après sa thèse, il passe quelques mois en Europe où il étudie les collections de champignons du British Museum, et des muséums de Paris et de Leyde.
McNabb revient en Nouvelle-Zélande en janvier 1964 où il retrouve son poste au Service des maladies végétales. Il commence à étudier l’écologie des principales familles des Agaricales. En 1966, il rejoint l’équipe directoriale du New Zealand Journal of Botany. Il change de travail en décembre 1967 et devient maître-assistant au département de microbiologie agricole au Lincoln College. En 1972, il devient enseignant au département de botanique de l’université de Canterbury.

## Source
- A. D. Thomson, « Robert Francis Ross McNabb (1934-1972) », in New Zealand Journal of Botany, 1973, 11, p. 799-802